# چکوال، پاکستان
چکوال (به اردو: چکوال) شهری در ایالت پنجاب (پاکستان) کشور پاکستان است که در سرشماری سال ۲۰۰۶ میلادی، ۱۰۴٫۳۴۳ نفر جمعیت داشته است.